# Lucanus wuyishanensis
Lucanus wuyishanensis is een keversoort uit de familie vliegende herten (Lucanidae). De wetenschappelijke naam van de soort is voor het eerst geldig gepubliceerd in 1999 door Schenk.